# Further Definitions
Further Definitions ist ein Jazz-Album von Benny Carter, aufgenommen am 13. und 15. November 1961 in New York und im März 1962 veröffentlicht auf Impulse! Records. Die CD Further Definitions – The Complete Further Definitions Sessions enthält das Originalalbum (AS-12) samt dem 1966 entstandenen Impulse!-Album Additions to Further Definitions (AS-9116).

## Das Album
Als Bob Thiele Ende des Jahres 1961 die Leitung des Impulse-Labels von Creed Taylor übernahm, produzierte er sogleich eine Reihe von Alben, die zu den populärsten des noch jungen Jazzlabels gehörten; eingespielt wurden Coltrane „Live“ at the Village Vanguard,
Quincy Jones´ The Quintessence und Further Definitions von dem Swing-Veteranen Benny Carter, das 1962 als zwölftes Impulse-Album veröffentlicht wurde. Thiele hatte unbedingt Coleman Hawkins bei Impulse produzieren wollen, aber der stand zu dieser Zeit noch bei Prestige unter Vertrag; also lief die Session im November 1961 unter Benny Carters Namen.
Geplant war Further Definitions als ein „Reunion“-Album, das sich auf die legendäre Pariser Session der beiden Saxophonisten bezog; dieser Session wird mit den beiden Titeln Honeysuckle Rose und Crazy Rhythm gedacht. Charles Delaunay und Hugues Panassié hatten am 28. April 1937 eine Aufnahmesitzung mit den in Paris weilenden Amerikanern für das neue Label Swing organisiert; Benny Carter wurde mit einem französischen Altsaxophonisten, André Ekyan, Coleman Hawkins mit dem Tenoristen Alix Combelle zusammengebracht, die
Rhythmusgruppe bildeten u. a. Stéphane Grappelli am Klavier und der Gitarrist Django Reinhardt; gespielt wurden damals außerdem die Titel Out of Nowhere und Sweet Georgia Brown. Es waren aber vor allem Honeysuckle Rose und Crazy Rhythm, die in der europäischen Jazzgemeinde für Aufsehen sorgten. Die beiden Nummern waren die ersten Veröffentlichungen des Swing-Labels, die erste Plattenfirma, die sich ausschließlich dem Jazz widmete.
24 Jahre nach seinem Europa-Aufenthalt arbeitete Benny Carter vorwiegend als Arrangeur in Los Angeles; ein Kurzbesuch in New York, wo er mit Peggy Lee arbeitete, machte Bob Thiele auf ihn aufmerksam. Der neue Impulse-Produzent brachte ihn für die 1961-Session, die
wieder mit vier Saxophonen, Piano, Gitarre, Bass und Schlagzeug geplant war, mit Swing-Veteranen und jungen Musikern zusammen, wie dem Coltrane Bassisten Jimmy Garrison, dem Basie-Schlagzeuger Jo Jones, dem Monk-Saxophonisten Charlie Rouse und dem Saxophonisten Phil Woods, der damals im Hardbop-Umfeld und als Studiomusiker arbeitete: Woods erinnerte sich später:

„Ich lernte später, dass jede Benny Carter-Session total ruhig abläuft. Er war perfekt vorbereitet und beanspruchte die Kontrolle, ohne ein Kontrollfreak zu sein, und Bob (Thiele) war erfahren genug, Benny und die Musiker allein lassen zu können. Ich erinnere mich, dass es Material für ‚alte Freunde‘ war, allgemein bekannte Titel wie ‚Honeysuckle Rose‘ und ein paar Originale von Benny. Nichts war unpassend, besonders die Schönheit der Balladen. Mit dem Mix der Musik stimmt die Chemie; die Zutaten, die Benny auswählte, waren perfekt, glaube ich, aber zu der Zeit urteilte ich noch anders. ‚Das ist ein seltsame Potpourri von Musikern‘, dachte ich damals. Ich hatte meine Vorbehalte überwunden, besonders was Coleman Hawkins betraf. Colemans Einstieg in ‚Honeysuckle Rose‘ nach meinem Solo war Respekt einflößend; für mich klang das wie: ‚Geh mir aus dem Weg, Kleiner, lass mal einen richtigen Mann spielen!‘.“

Carters geschmackvolle Arrangements versuchten, den Geist der alten Sessions wiederzubeleben, was ihm auch meist gelang, schrieb der Hawkins-Biograph Teddy Doering:

„‚Crazy Rhythm‘ ist eng an das Original angelehnt, mit den vier Saxophonen bei der Themenvorstellung; aber diesmal kommt Hawk als erster, gefolgt von Woods, Rouse und Carter. Die beiden Altmeister rahmen die jüngeren Kollegen ein, alle vier spielen ausgezeichnete Soli. Hawk spürt wohl die Herausforderung der anderen Saxophonisten, und so etwas spornte ihn immer an. In ‚Midnight Sun‘ und ‚Cotton Tail‘ riskiert er einige gewagte Phrasen, um allen klarzumachen, dass er immer noch der Größte ist.“

Quincy Jones’ The Midnight Sun Will Never Set ist das erste langsame Stück der Session; Hawkins, Pianist Dick Katz und Carter tragen Soli bei. Bei Duke Ellingtons Cotton Tail übernimmt Carter das nahezu klassische Arrangement der Saxophone aus der Ellington/Webster-Band-Version. Hawkins’ Solo bricht an der Bridge des ersten Chorus ab; es haben dann Carter, Rouse, Woods und wiederum Hawkins ihre Soli. Die Eröffnung von Body and Soul bezieht sich auf Hawkins’ klassische Interpretation des Stücks von 1930; es folgen Woods, Rouse, Carter und Hawkins. Mit Benny Carters Eigenkomposition Doozy endet die Session; Katz führt das Thema ein, Woods folgt mit bluesigem Spiel, gefolgt von Hawkins, Carter, Rouse und wiederum Dick Katz.

## Additions to Further Definitions

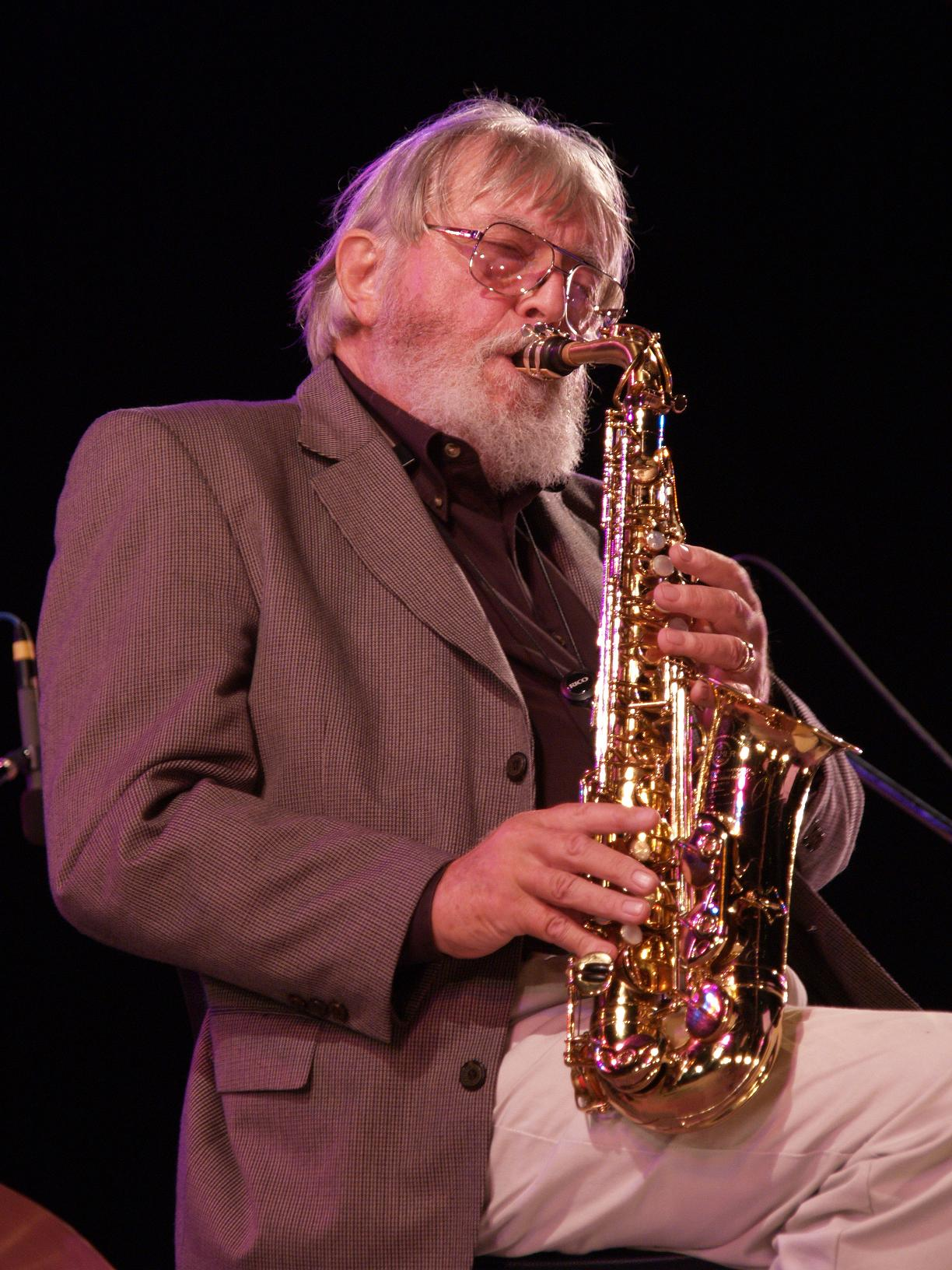
Bud Shank

Mit dem Impulse-Album Additions to Further Definitions, das im März 1966 eingespielt wurde, war beabsichtigt, den Ensembleklang und auch den immensen Erfolg des ersten Albums von 1962 in veränderter Besetzung zu wiederholen; der Altsaxophonist Bud Shank übernahm hier die Rolle von Phil Woods, der Tenorsaxophonist Bill Perkins kam für Coleman Hawkins. Mit der Besetzung von Mundell Lowe bzw. Barney Kessel wurde der Gitarrenpart prominenter besetzt als bei der ersten Session 1961, als Gitarrist John Collins nicht an den legendären Django Reinhardt heranreichen konnte. Benny Carter trägt diesmal sechs der acht Titel bei, inklusive eines remake von Doozy.
Coleman Hawkins setzte dann mit dem 1963 erschienenen Album Desafinado seine Zusammenarbeit mit Bob Thiele fort.

## Bewertung des Albums
Richard Cook und Brian Morton, die in ihrem Penguin Guide to Jazz das Album mit der Höchstnote bewerteten, nennen Furter Definitions Carters wohl bekanntestes Album.
Carters Blue Star sei faszinierend, „ein komplexes, täuschendes Thema mit effektiven Saxophon-Wechselspiel.“
Scott Yanow schreibt im All Music Guide, der dem Album die Höchstnote von 5 Sternen verlieh, Body and Soul gäbe jeden in der Band die Chance zu glänzen; und Honeysuckle Rose und Crazy Rhythm halten voll mit den Versionen von 1937 mit: Blue Star und Doozy gehörten zu Carters hervorragendsten Originalen. Die Additions-Session 1966 erreiche zwar nicht ganz das Niveau der ersten Session, sei aber dennoch genießbar.

## Die Titel

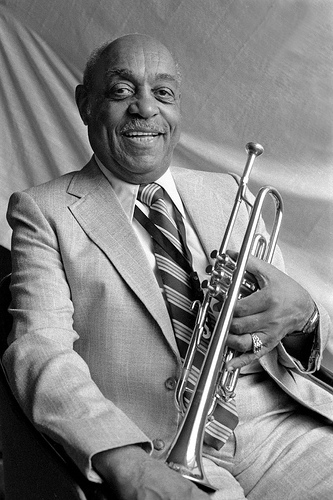
Benny Carter

- Original LP Further Definitions (Impulse AS-12)
  1. Honeysuckle Rose (Andy Razaf / Thomas Waller) 3:50
  2. The Midnight Sun Will Never Set (Quincy Jones – Dorcas Cochran – Henri Salvador) 3:57
  3. Crazy Rhythm (Irving Caesar – Joseph Meyer – Roger Wolfe Khn) 3:23
  4. Blue Star (B. Carter) 5:19
  5. Cotton Tail (Ellington) 4:24
  6. Body and Soul (Green-Sour-Heyman-Eyton) 4:09
  7. Cherry (Don Redman – Ray Gilbert) 4:52
  8. Doozy (B. Carter) 3:32
- CD Further Definitions – The Complete Further Definitions Sessions (Impulse 0602498840153)
  1. Honeysuckle Rose (Andy Razaf/Thomas Waller) 3:50
  2. The Midnight Sun Will Never Set (Quincy Jones – Dorcas Cochran – Henri Salvador) 3:57
  3. Crazy Rhythm (Irving Caesar – Joseph Meyer – Roger Wolfe Kahn) 3:23
  4. Blue Star (B. Carter) 5:19
  5. Cotton Tail (Ellington) 4:24
  6. Body and Soul (Green-Sour-Heyman-Eyton) 4:09
  7. Cherry (Don Redman – Ray Gilbert) 4:52
  8. Doozy (B. Carter) 3:32
  9. Come on Back (B. Carter) 4:14
  10. We Were in Love (B. Carter) 4:27
  11. If Dreams Come True (Edgar Sampson -Benny Goodman – Irving Mills) 5:49
  12. Prohibido (B. Carter) 3:20
  13. Doozy (B. Carter) 5:33
  14. Rock Bottom (B. Carter) 4:14
  15. Titmouse (B. Carter) 3:02
- Aufnahmedaten der Further Definitions-Session: Titel 1–3, 7: 13. November 1961; Titel 4–6, 8: 15. November 1961
- Aufnahmedaten der Additions to Further Definitions-Sessions: Titel 9, 10, 12 & 13: 2. März 1966; Titel 11, 14–16: 4. März 1966